# Универсальный десантный корабль

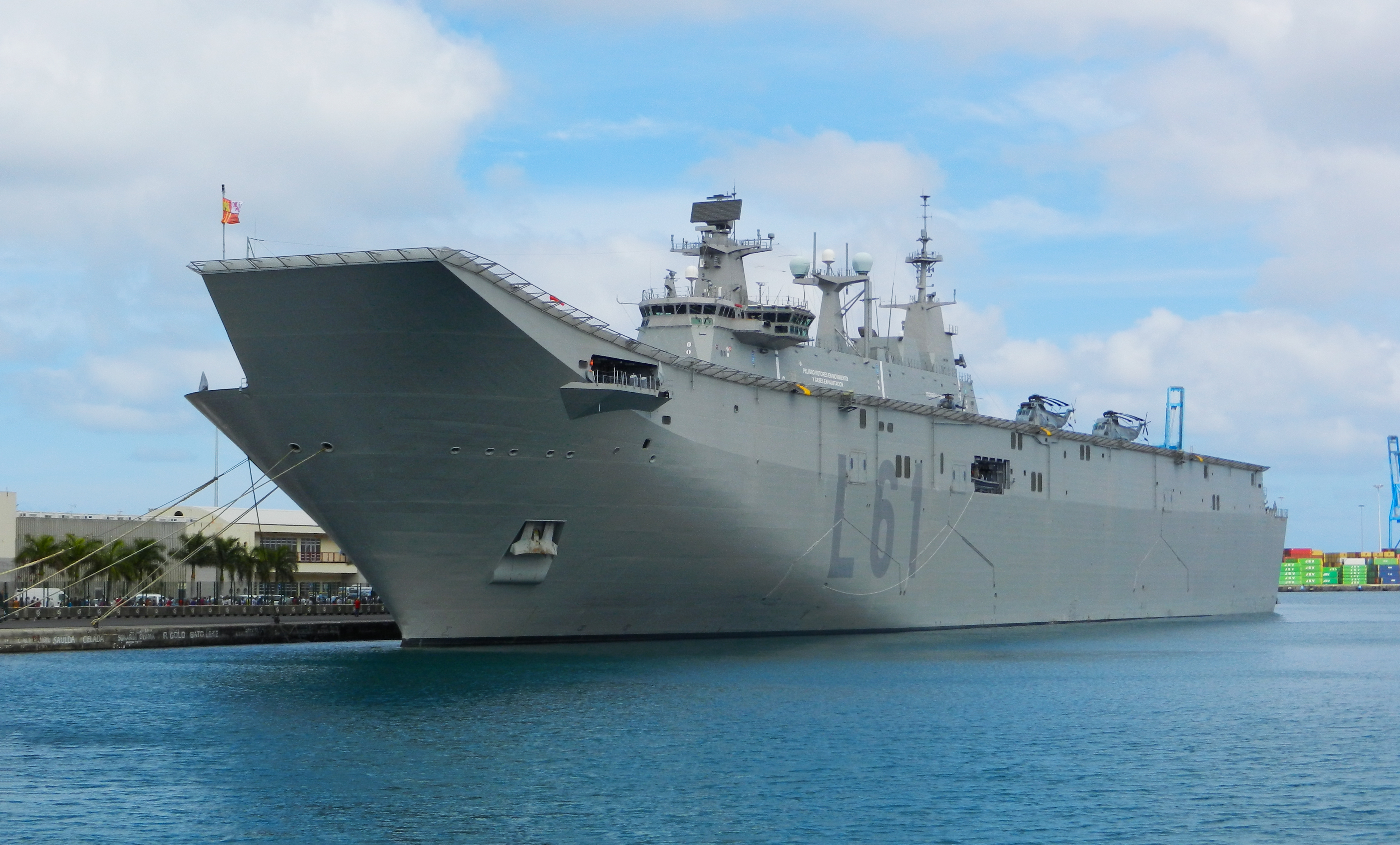
Juan Carlos I (L-61)

Универсальный десантный корабль (англ. Amphibious assault ship) — подкласс десантного корабля, объединяющего в себе большинство функций, необходимых для высадки морской пехоты  десанта.

## Появление концепции УДК
Во время Вьетнамской войны американский флот столкнулся с проблемой координации действий разнородных десантных кораблей, осуществлявших высадку десанта. Все они исполняли разные функции — корабли-доки несли высадочные средства, танкодесантные корабли осуществляли перевозку наземной техники, морская пехота располагалась на другом типе кораблей, а её перевозкой занимались вертолёты, базировавшиеся на десантных вертолетоносцах. Также были необходимы штабные корабли, осуществлявшие координацию высадки и действия на берегу.
Ещё одной проблемой стало удаление десантных кораблей от зоны десантирования, для безопасности от действий береговой артиллерии. Наилучшим выходом было сочтено удаление их за горизонт — 25-30 км, однако время высадки по-прежнему задавалось в полчаса, иначе противник мог оказать серьёзное противодействие. И если вертолёты, производившие высадку личного состава, вполне удовлетворяли этому требованию, то тихоходные десантные баржи, доставлявшие на берег тяжёлую технику — нет. Необходимы были скоростные десантные корабли на воздушной подушке, и соответственно, новые корабли-доки, взаимодействующие с ними.

## Характеристики и возможности УДК

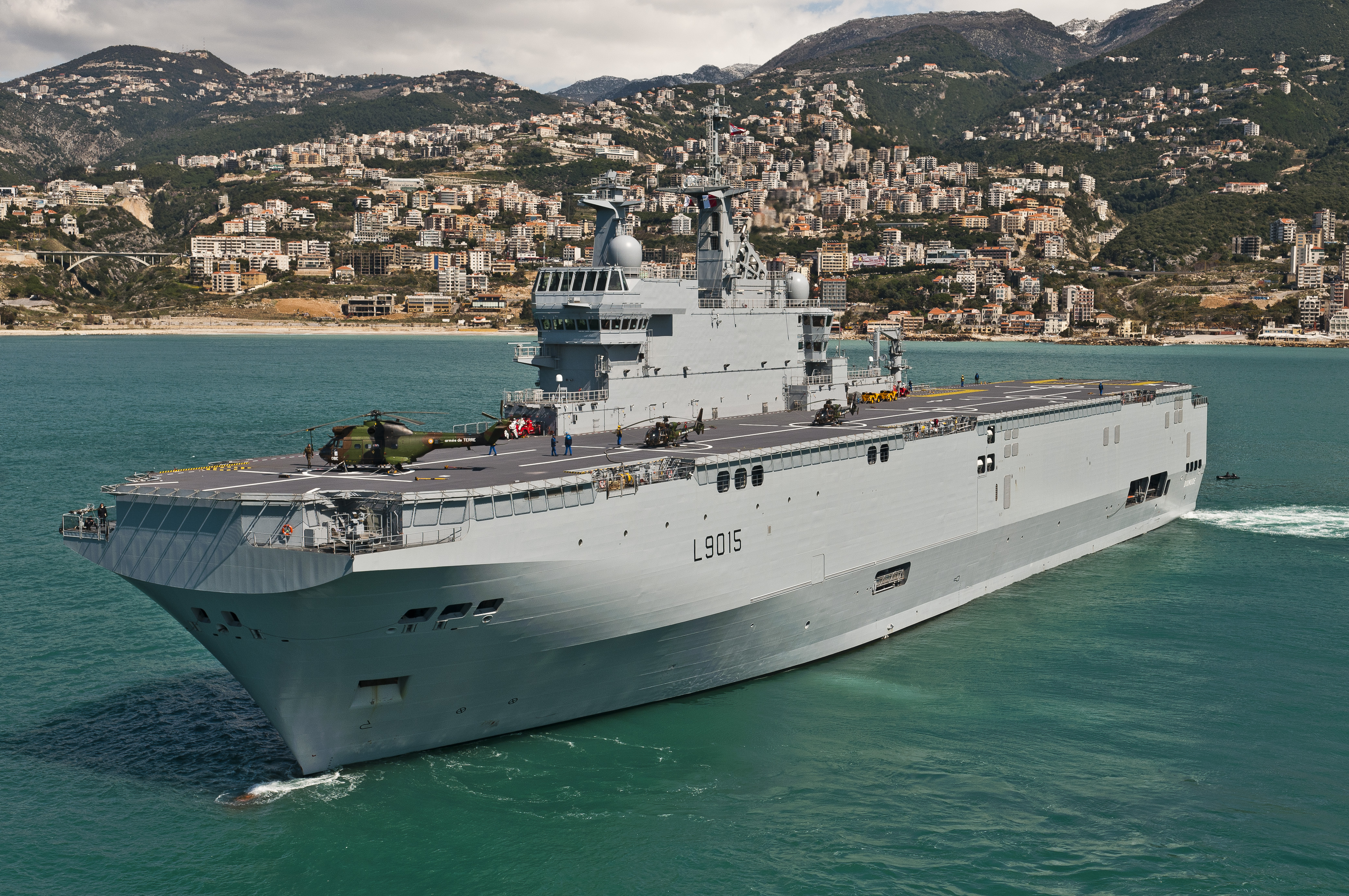
Универсальные десантные корабли типа «Мистраль»

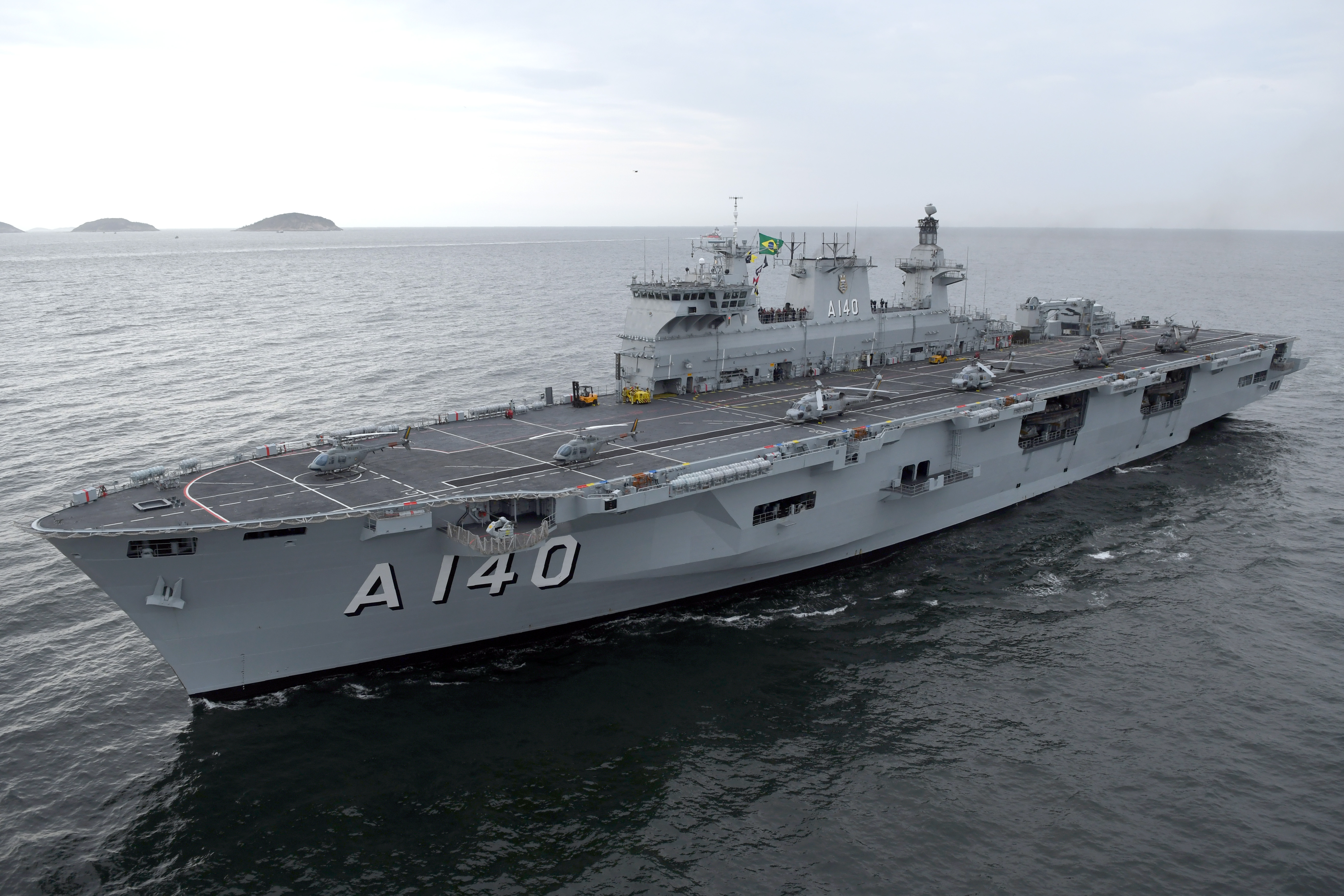
NAM Atlântico

В результате исследований флот США заказал новый тип десантных кораблей — «Тарава», способные осуществлять практически все функции необходимые для высадки десанта. Их водоизмещение превысило вдвое самые крупные до этого корабли амфибийных групп — десантные вертолётоносцы — и достигло 34 тыс. т. (их преемники типа «Уосп» достигли 40 тыс. т), а длина превысила 250 м. Они способны перевозить и высаживать на берег, а также поддерживать действия экспедиционного батальона морской пехоты (2000 чел.) со всей техникой. Док-камера в корме служит для обслуживания амфибийных десантных барж (типа LCAC) на воздушной подушке, а также традиционных, типа LCU-1610, которые доставляют на берег тяжёлую технику.
Для доставки морской пехоты есть две дюжины десантных вертолётов CH-46 «Си Найт», 6 боевых вертолётов AH-1W «Супер Кобра» должны осуществлять их охрану и поддержку действий десанта, также как и штурмовики вертикального взлёта и посадки AV-8B «Харриер» II. Всего в ангаре под полётной палубой размещается до 40 единиц лётной техники, которые действуют с 8-10 посадочных мест на лётной палубе. Лётная палуба абсолютно плоская, сквозного типа, с островной надстройкой по правому борту. Она не снабжена катапультами и финишерами, поскольку вся авиагруппа УДК обладает способностью к вертикальному/укороченному взлёту и посадке. В определённой степени, УДК можно рассматривать как потенциальный эскортный авианосец или противолодочный авианосец. Во время «холодной войны» в США прорабатывались версии подобного использования УДК с насыщением его авиагруппы СВВП или вертолётами ПЛО.
Силовая установка УДК состоит из паровых турбин, но на последних кораблях применяются газовые турбины — потребность в обширном внутреннем пространстве привела к применению двигателей с высокой концентрацией мощности. В то же время повышенная шумность газовых турбин не играет особого значения для десантного корабля. Скорость достигает 23-24 узлов при дальности плавания до 10 000 морских миль.
Обычно УДК входят в состав амфибийных групп из нескольких кораблей, авианосца и кораблей охранения. Они никогда не приближаются к берегу на расстояние прямой видимости.
Ввиду больших размеров, схожести палубно-надстроечной конфигурации и оснащения, стоимость таких кораблей высока и лишь немногим уступает стоимости авианосцев. В ряде случаев УДК имеют официальное название типа вертолётоносец (Япония).

## В мире
- США: УДК типа «Тарава», УДК типа «Уосп», УДК типа «Америка»;
- Франция: УДК типа «Мистраль»;
- Республика Корея: УДК типа «Токто»;
- Россия: УДК типа «Иван Рогов» (строится);
- Япония: Эскадренные миноносцы-вертолётоносцы типа «Хюга»;
- КНР: ВМС КНР § Десантные корабли и катера;
- Австралия, Испания, Турция: УДК типа «Канберра» [HMAS Canberra (L02)[англ.], HMAS Adelaide (L01)[англ.], Juan Carlos I (L-61), TCG Anadolu (L-408)[тур.]].

Помимо США, такие корабли с недавних пор строят Испания (в том числе для Таиланда), Япония, Южная Корея, а также Австралия и Турция (совместно с Испанией). Египет в 2015—2016 годах приобрёл два УДК типа «Мистраль», которые были построены Францией по заказу России, но не были переданы из-за конфликта между Россией и Украиной.

### Универсальные десантные корабли, используемые в настоящее время
| Бортовой номер | Название              | Государство      | Водоизмещение, т | Кол-во ЛА | Заложён    | Спущен на воду | В строю     | Примечание             |
| -------------- | --------------------- | ---------------- | ---------------- | --------- | ---------- | -------------- | ----------- | ---------------------- |
| LHD-1          | «Уосп»                | США              | 40 532           | 64        | 30.05.1985 | 04.08.1987     | 29.07.1989  |                        |
| LHD-2          | «Эссек»               | США              | 40 650           | 64        | 20.03.1989 | 23.02.1991     | 17.10.1992  |                        |
| LHD-3          | «Кирсардж»            | США              | 40 500           | 64        | 06.02.1990 | 26.03.1992     | 16.10.1993  |                        |
| LHD-4          | «Боксер»              | США              | 40 722           | 65        | 18.04.1991 | 13.08.1993     | 11.02.1995  |                        |
| LHD-5          | «Батаан»              | США              | 40 358           | 65        | 22.06.1994 | 15.03.1996     | 20.09.1997  |                        |
| LHD-6          | «Боном Ричард»        | США              | 40 500           | 65        | 18.04.1995 | 14.03.1997     | 15.08.1998  |                        |
| LHD-7          | «Иводзима»            | США              | 40 530           | 65        | 12.12.1997 | 04.02.2000     | 30.06.2001  |                        |
| LHD-8          | «Остров Макин»        | США              | 41 649           | 65        | 14.02.2004 | 22.09.2006     | 24.10.2009  |                        |
| LHA-6          | «Америка»             | США              | 45 693           | 51        | 17.07.2009 | 04.06.2012     | 10.11.2014  |                        |
| LHA-7          | «Триполи»             | США              | 45 693           |           | 22.07.2014 | 1.05.2017      | 15.07.2020  |                        |
| 31             | «Хайнань»             | Китай            | 40 000           | 30        |            | 25.09.2019     | 23.04.2021  | Южный флот КНР         |
| 32             | «Гуанси»              | Китай            | 40 000           | 30        |            | 22.04.2020     | апрель 2022 | Восточный флот КНР     |
| 33             | «Аньхой»              | Китай            | 40 000           | 30        |            | 29.01.2021     | 1.10.2022   |                        |
| L9013          | «Мистраль»            | Франция          | 32 300           | 51        | 10.07.2003 | 06.10.2004     | 18.12.2005  |                        |
| L9014          | «Тоннер»              | Франция          | 32 300           | 51        | 26.08.2003 | 26.06.2005     | 2006        |                        |
| L9015          | «Дисмюд»              | Франция          | 32 300           | 51        | 18.04.2009 | 17.09.2010     | 27.10.2012  |                        |
| L01            | «Аделаида»            | Австралия        | 27 000           | 18        | 2011       | 2012           | 2015        |                        |
| L02            | «Канберра»            | Австралия        | 27 000           | 18        | 2008       | 2011           | 2014        |                        |
| L1010          | «Гамаль Абдель Насер» | Египет           | 32 300           | 16        | 18.06.2013 | 20.11.2014     | 02.06.2016  |                        |
| L1020          | «Анвар Эль Садат»     | Египет           | 32 300           | 16        | 01.02.2012 | 15.10.2013     | 16.09.2016  |                        |
| DDH-183        | «Идзумо»              | Япония           | 27 000           | 28        |            |                | 25.03.2015  |                        |
| DDH-184        | «Кага»                | Япония           | 27 000           | 28        |            |                | 22.03.2017  |                        |
| DDH-181        | «Хюга»                | Япония           | 18 000           | 11        |            |                | 22.03.2009  |                        |
| DDH-182        | «Исэ»                 | Япония           | 18 000           | 11        |            |                | 22.03.2011  |                        |
| LPH 6111       | «Токто»               | Республика Корея | 18 800           | 10        | 2003       | 2005           | 2007        |                        |
| LPH 6112       | «Марадо»              | Республика Корея | 18 800           | 40        | 2017       | 14.05.2018     | 28.06.2021  |                        |
| L-62           | «Хуан Карлос»         | Испания          | 27 079           | 30        | 2005       | 22.09.2009     | 30.09.2010  |                        |
| A140           | «Атлантико»           | Бразилия         | 21 500           | 18        | 1994       | 11.10.1995     | 29.06.2018  | Бывший HMS Ocean (L12) |
| L-408          | «Анадолу»             | Турция           | 28 000           | 24        | 30.04.2016 | 30.04.2019     | 10.04.2023  |                        |

### Универсальные десантные корабли, находящиеся в постройке
| Бортовой номер | Название              | Государство | Водоизмещение, т | Кол-во ЛА | Заложён    | Спущен на воду | В строю | Примечание |
| -------------- | --------------------- | ----------- | ---------------- | --------- | ---------- | -------------- | ------- | ---------- |
| LHA-8          | «Бугенвиль»           | США         | 44 971           |           | 14.03.2019 | 6.10.2023      | ~2025   |            |
| LHA-9          | «Фаллуджа»            | США         | 44 971           |           | 20.09.2023 |                |         |            |
| LHA-10         | «Провинция Гильменд»  | США         | 44 971           |           |            |                |         |            |
| 34             | «Цзянси»              | Китай       | 40 000           | 30        |            | 14.12.2023     |         |            |
|                | «Иван Рогов»          | Россия      | 25 000           | 18        | 20.07.2020 | ~2024          | ~2026   |            |
|                | «Митрофан Москаленко» | Россия      | 25 000           | 18        | 20.07.2020 | ~2025          | ~2027   |            |